# Muttersprachliche Spiegelung
Muttersprachliche Spiegelung ist eine wörtliche Übersetzung von Grammatik-Konstruktionen speziell zu Lehrzwecken.
Der Terminus geht auf Wolfgang Butzkamm (1989/2002, S. 183f.) zurück. Fremdsprachliche Konstruktionen, soweit sie von der Muttersprache abweichen, sollen in der Muttersprache nachgebildet werden, so dass ihre Bildungsweise verständlich und nachvollziehbar wird. Im Zusammenhang mit idiomatischen Übersetzungen führen sie zu einem doppelten Verstehen als Grundbedingung des Spracherwerbs. Werden solche Nachbildungen im Laufe der Geschichte in die Muttersprache übernommen, bezeichnet man sie als Lehnsyntax oder Lehnübersetzung.
Beispiele für Deutsch/Englisch
| Zu lernen                | Übersetzung                    | Spiegelung                     |
| ------------------------ | ------------------------------ | ------------------------------ |
| Wie spät ist es?         | What time is it?               | How late is it?                |
| Es gibt für jeden genug. | There is enough for everybody. | It gives for everybody enough. |

Beispiele für Französisch/Deutsch
| Zu lernen        | Übersetzung     | Spiegelung       |
| ---------------- | --------------- | ---------------- |
| Je t’aime.       | Ich liebe dich. | Ich dich liebe.  |
| Le drapeau rouge | Die rote Fahne  | Die Fahne rot(e) |

Beispiele für Ungarisch/Deutsch
| Zu lernen           | Übersetzung               | Spiegelung       |
| ------------------- | ------------------------- | ---------------- |
| Van Önnek autója?   | Haben Sie ein Auto?       | Ist Ihnen Auto?  |
| Kérsz almát?        | Möchtest du einen Apfel?  | Bittest Apfel?   |
| Nekem kell fizetni? | Muss ICH (betont) zahlen? | MIR muss zahlen? |
| Tej nélkül.         | Ohne Milch.               | Milch ohne.      |

Auf diese vereinfachte Weise, kann im Sprachunterricht auf mitunter schwierige grammatische Terminologie verzichtet werden. In Wilhelm von Humboldts berühmten Worten: „Das Verfahren der Sprache“ kann „von endlichen Mitteln unendlichen Gebrauch“ machen. Genau das aber ist nach Chomsky und Steven Pinker „the quintessential property of all human languages.“
Nach Dengscherz wurde „das Potential für positiven Transfer zu etwa drei Vierteln genutzt. Der Rückgriff auf die Muttersprache zeitigte also eher positive Ergebnisse als Fehler.“